# نیکلاس دورش
نیکلاس برند دورش (به آلمانی: Niklas Bernd Dorsch) (زادهٔ ۱۵ ژانویهٔ ۱۹۹۸) بازیکن فوتبال آلمانی است که به عنوان هافبک برای باشگاه اف‌سی آگسبورگ در بوندس‌لیگا بازی می‌کند.

## دوران باشگاهی

### بایرن مونیخ
در ۲ سپتامبر ۲۰۱۵، دورش با امضای قراردادی یک ساله و تا ۳۰ ژوئن سال ۲۰۱۶ به بایرن مونیخ پیوست؛ قرارداد بعدی او دوساله و از تاریخ ۱ ژوئیه ۲۰۱۶ تا ۳۰ ژوئن ۲۰۱۸ بود.
در فصل ۱۶–۲۰۱۵، دورش به تیم بایرن مونیخ ۲ پیوست و اولین بازی خود را در لیگ منطقه بایرن در ۵ مارس ۲۰۱۶ انجام داد و در باخت ۰–۱ خارج از خانه مقابل واکر بورگاوسن وارد زمین شد. دورش اولین گل خود را برای تیم بارن مونیخ ۲ در اولین بازی فصل ۱۷–۲۰۱۶ و در ۱۷ ژوئیه ۲۰۱۶ به ثمر رساند. او در دقیقه هفتم پیروزی خانگی ۲–۱ مقابل اف‌وی ایلرتیشن گلزنی کرد. در فصل بعد، دورش کاپیتان تیم دوم شد.
در فصل ۱۸–۲۰۱۷، دورش برای اولین بار در بوندس‌لیگا به میدان رفت و برای تیم اصلی بایرن مونیخ در ۲۸ آوریل ۲۰۱۸ و در برد خانگی ۴–۱ مقابل آینتراخت فرانکفورت بازی کرد. دورش در دقیقه ۴۳ با پاس گل زاندرو واگنر دروازه حریف را باز کرد.

### اف‌سی هایدنهایم
در ۲۳ مه ۲۰۱۸، دورش به عنوان بازیکن آزاد به بوندس‌لیگا ۲ و باشگاه اف‌سی هایدنهایم پیوست، مدت قرارداد او سه ساله و تا ۳۰ ژوئن ۲۰۲۱ بود.

### خنت
در ۲۲ ژوئیه ۲۰۲۰، دورش با امضای قراردادی چهار ساله به لیگ برتر بلژیک و باشگاه خنت پیوست.

### اف‌سی آگسبورگ
در ۸ ژوئیه ۲۰۲۱، دورش به بوندس‌لیگا و باشگاه آگسبورگ پیوست و قراردادی پنج ساله را تا ۳۰ ژوئن ۲۰۲۶ امضا کرد.